# Tharsis-régió

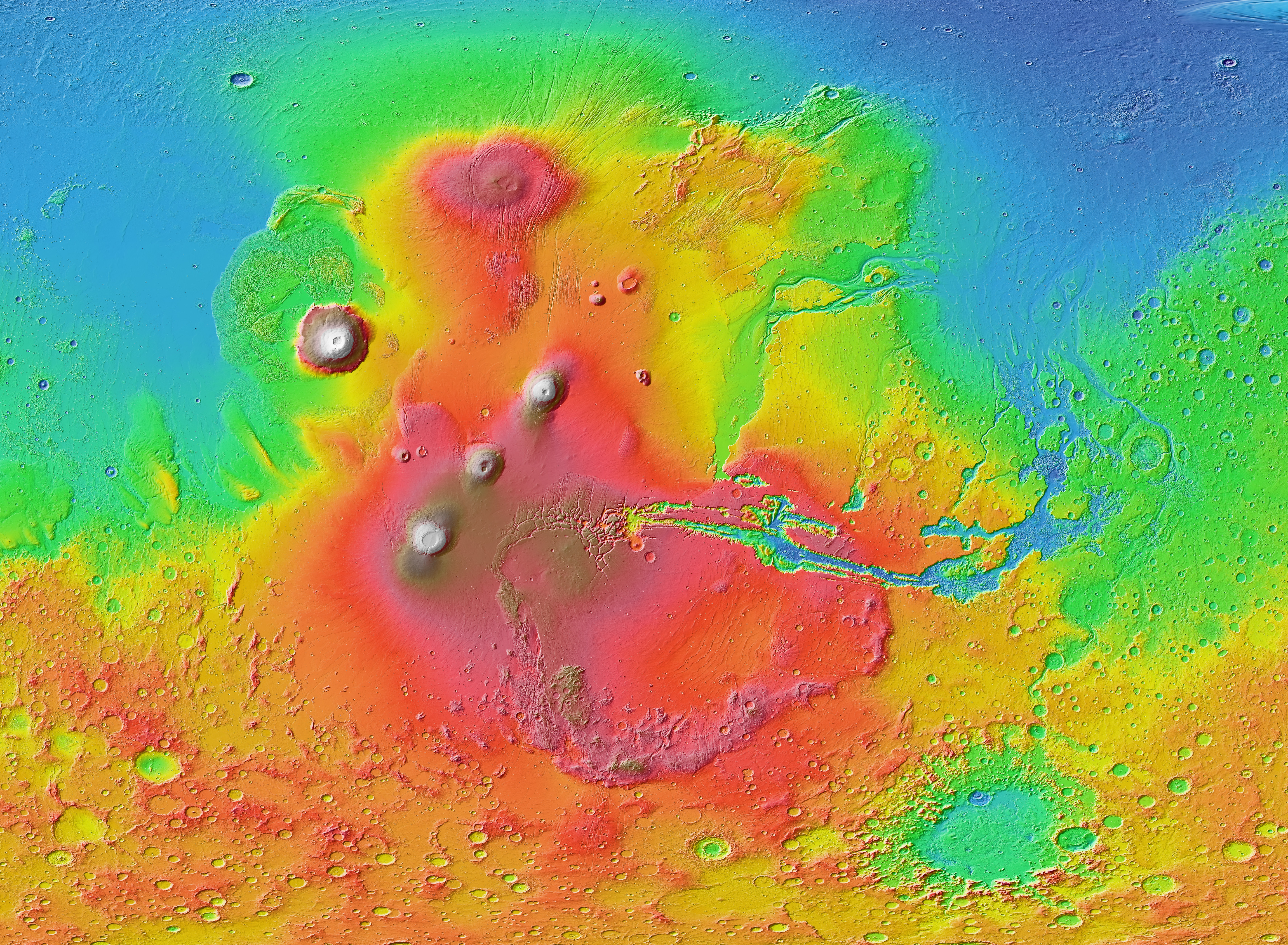
Tharsis-régió, keleti irányba a Valles Marineris nyúlik ki belőle (magasság szerint színezett felszín, MOLA-felvétel)

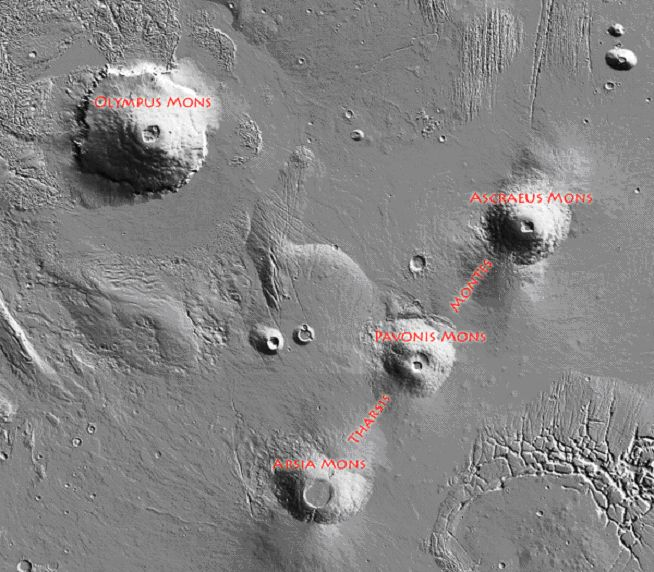
A Tharsis-régió egyik jellegzetes részlete négy vulkánnal (a képen megnevezve)

A Tharsis-régió a Mars bolygó felszínének csaknem egynegyedét elfoglaló hatalmas vulkanikus terület.
A Tharsis-régió a déli szélesség 30°-tól az északi szélesség 60° fokáig a 210° és a 270° hosszúsági fokok közötti terület. Tharsis kidudorodásnak („bulge”) is hívják, mivel az erős vulkanikus aktivitás következtében itt a felszín megemelkedett a bolygó többi részéhez képest. Négy óriási pajzsvulkán emelkedik ki a fennsíkból: Olympos Mons, Ascraeus Mons, Pavonis Mons, és az Arsia Mons. Északnyugati szegélyén található az Olympus Mons, amely 21 km-es magasságával a legnagyobb ismert vulkán a Naprendszerben (a marsi felszín átlagos magasságához viszonyítva 26 km-es). 550 km-es kiterjedése szintén figyelemre méltó. A legnagyobb földi vulkán a Hawaii Mauna Loa a tengerfenéktől számítva 9 km magasságú és csak 120 km az átmérője.
A Tharsis-régió középső részét 3 óriásvulkán uralja: Ascraeus, Pavonis, és az Arsia Mons. Csaknem 1500 km-es vulkáni láncot képeznek egymástól egyenletes távolságra (700 km). Hasonló magasságot érnek el a felszín átlagos magasságához viszonyítva, mint az Olympus Mons, de mivel a környező terület már eleve 10 km-re emelkedik a marsi átlagos magasság fölé, a „valódi” magasságuk csak 15 km. Valószínűleg mind egy időszakban keletkeztek, a Noachian időszakban (3,8-3,5 milliárd éve), bár az Arsia Mons idősebbnek tűnik, ami talán észak felé vándorló vulkanizmusra utalhat. 
Mivel a marsi kéreg vastagabb, mint a földi és nincs globális lemeztektonika (nyomai előfordulnak, de nem fejlődött ki mint a Földön), ezért a forrópontos vulkanizmus mindig egy adott területen fejti ki hatását. Így, mivel nem vándorol a kéreg a forrópont fölött, igen nagy vulkánok keletkezhettek. Lehetségesnek tartják, hogy az egész kéreg elfordult a Tharsis nagy tömege miatt, és így került az egyenlítőre.
A Tharsis-régió hatalmas tömege jelentősen befolyásolta a Mars fejlődését. Egy gyűrű alakú depresszió, a Tharsis katlan (vagy vályú) (Tharsis trough) veszi körül. A késő Noarchian időszakban kialakuló, az akkor még folyékony formában jelenlévő víz eróziós hatására kialakult völgyek (pl. Valles Marineris) fejlődésére is nagy hatással lehetett. A vulkanizmus a légkör H2O- és CO2-tartalmát is megnövelhette, így elősegítve a nedvesebb és melegebb klíma kialakulását.

## Külső hivatkozások
- http://www.adlerplanetarium.org/cyberspace/planets/mars/mars_map/tharsisbulge.html Archiválva 2007. július 11-i dátummal a Wayback Machine-ben
- https://web.archive.org/web/20040313044958/http://www.cab.u-szeged.hu/local/naprendszer/mars.htm
- http://msmt.web.elte.hu/pdf/marsterkep.pdf